# Leroy Township (Pennsylvanie)
Leroy Township est un township, situé dans le comté de Bradford, en Pennsylvanie, aux États-Unis,. En 2010, il comptait une population de 718 habitants.

## Démographie
Lors du recensement de 2010, le township comptait une population de 718 habitants. Elle est estimée, en 2019, à 695 habitants.

### Source de la traduction
- (en) Cet article est partiellement ou en totalité issu de l’article de Wikipédia en anglais intitulé « Leroy Township, Bradford County, Pennsylvania » (voir la liste des auteurs).